# Chondrosum eriopodum
Grama negra (Chondrosum eriopodum) es una especie de gramínea perenne, nativa de México y del sudoeste de EE. UU..

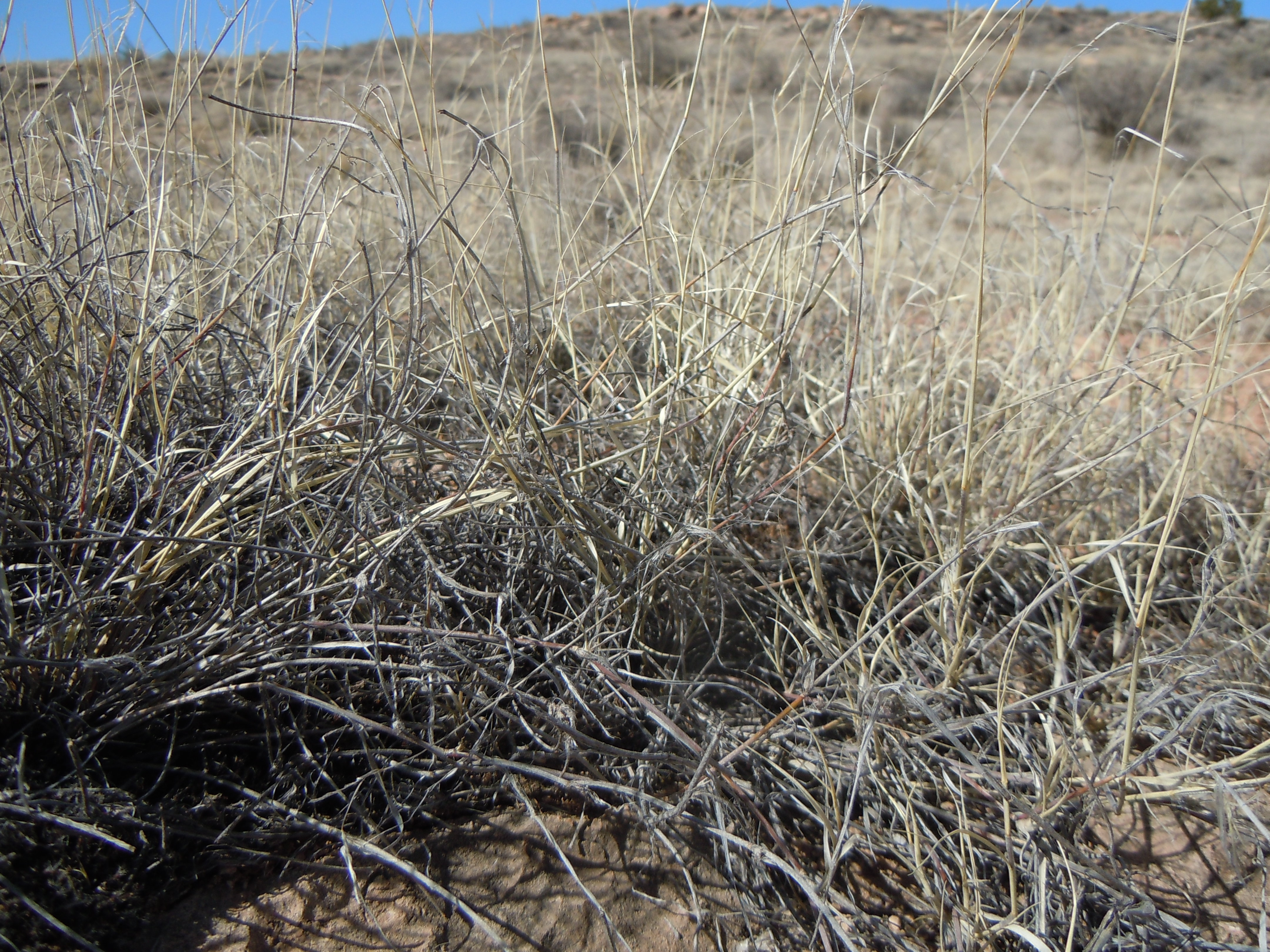
En su hábitat

## Descripción
Aunque tiene buen forraje para el ganado, es una pastura poco tolerante al forrajeo y frecuentemente es eliminado por sobrepastoreo. Tiene semilla de baja viabilidad, reproduciéndose principalmente por estolones.

## Taxonomía
Chondrosum eriopodum fue descrita por John Torrey y publicado en Notes of a Military Reconnoissance 153. 1848.
Sinonimia
- Bouteloua brevifolia Buckley
- Bouteloua eriopoda (Torr.) Torr.	[3]